# Screen Actors Guild Award

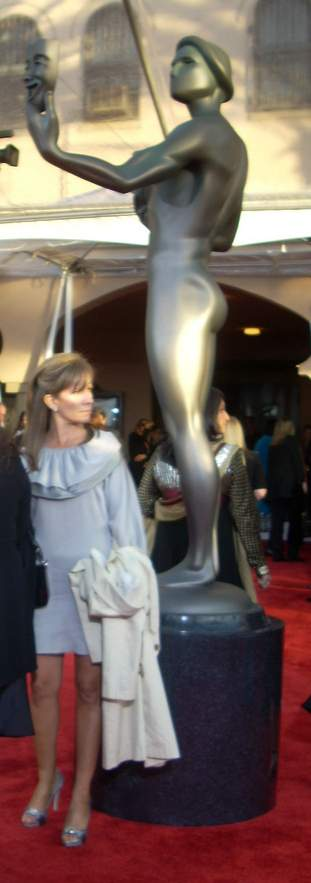
La statuetta The Actor (SAG Award).

Lo Screen Actors Guild Award (SAG Award) è un riconoscimento assegnato annualmente dalla Screen Actors Guild per le migliori interpretazioni degli attori membri della stessa associazione.
Il prestigio del premio è considerato inferiore solo agli Academy Awards, ai Golden Globe, ai BAFTA e agli Emmy Awards. Considerato uno dei più attendibili indicatori per l'Oscar, la statuetta consegnata ai vincitori del premio è chiamata The Actor.

## Storia
Sin dalla prima edizione, il 25 febbraio 1995, rappresentano uno degli eventi più importanti di Hollywood. Le candidature sono stabilite da 4.200 membri dell'associazione, scelti casualmente, mentre i vincitori sono votati da tutti i membri (120.000 nel 2007).

## Categorie

### Film
- Miglior cast cinematografico (Outstanding Performance by a Cast in a Motion Picture)
- Migliore attrice protagonista cinematografica (Outstanding Performance by a Female Actor in a Leading Role in a Motion Picture)
- Migliore attore protagonista cinematografico (Outstanding Performance by a Male Actor in a Leading Role in a Motion Picture)
- Migliore attrice non protagonista cinematografica (Outstanding Performance by a Female Actor in a Supporting Role in a Motion Picture)
- Migliore attore non protagonista cinematografico (Outstanding Performance by a Male Actor in a Supporting Role in a Motion Picture)
- Migliori controfigure cinematografiche (Outstanding Performance by a Stunt Ensemble in a Motion Picture)

### Televisione
- Miglior cast in una serie televisiva drammatica (Outstanding Performance by a Cast in a Television Drama Series)
- Migliore attrice in una serie televisiva drammatica (Outstanding Performance by a Female Actor in a Television Drama Series)
- Migliore attore in una serie televisiva drammatica (Outstanding Performance by a Male Actor in a Television Drama Series)
- Miglior cast in una serie televisiva commedia (Outstanding Performance by a Cast in a Television Comedy Series)
- Migliore attrice in una serie televisiva commedia (Outstanding Performance by a Female Actor in a Television Comedy Series)
- Migliore attore in una serie televisiva commedia (Outstanding Performance by a Male Actor in a Television Comedy Series)
- Migliore attrice in una miniserie o film televisivo (Outstanding Performance by a Female Actor in a Miniseries or Motion Picture Made for Television)
- Migliore attore in una miniserie o film televisivo (Outstanding Performance by a Male Actor in a Miniseries or Motion Picture Made for Television)
- Migliori controfigure televisive (Outstanding Performance by a Stunt Ensemble in Television)

### Premio alla carriera
- Screen Actors Guild alla carriera (Screen Actors Guild Life Achievement Award)

## Statistiche
Aggiornate a gennaio 2025.

### Attori più premiati

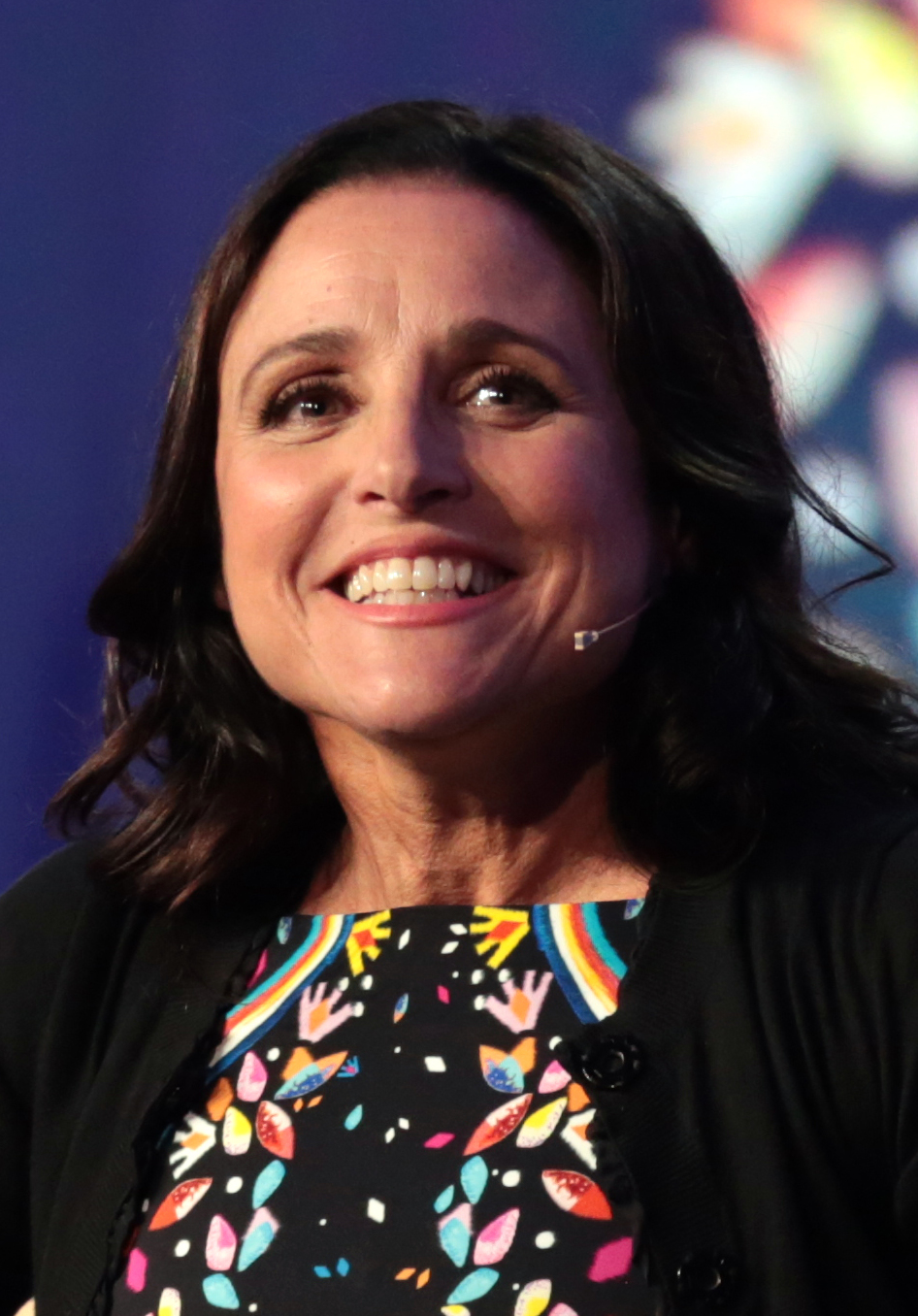
Julia Louis-Dreyfus, vincitrice di 9 premi tra il 1995 e il 2018.

- Julia Louis-Dreyfus – 9 premi, di cui 5 individuali (1997, 1998, 2014, 2017 e 2018) e 4 come membro del cast (1995, 1996, 1998 e  2018).
- Julianna Margulies – 8 premi, di cui 4 individuali (1998, 1999, 2009 e 2010) e 4 come membro del cast di E.R. - Medici in prima linea (1996, 1997, 1998 e 1999).
- Alec Baldwin – 8 premi, di cui 7 consecutivi come miglior performance maschile in 30 Rock (dal 2007 al 2013) ed 1 in quanto membro del cast del medesimo show (2008).
- Allison Janney – 7 premi, di cui 3 individuali (2001, 2002 e 2018) e 4 come membro del cast (2000, 2001, 2002 e 2012).
- Anthony Edwards – 6 premi, di cui 2 individuali (1996 e 1998) e 4 come membro del cast di E.R. - Medici in prima linea (1996, 1997, 1998 e 1999).
- Tony Shalhoub - 6 premi, di cui 4 individuali  (2003,2004, 2018 e 2019) e 2 come membro del cast di La fantastica signora Maisel (2018, 2019)
- Viola Davis - 6 premi, di cui 5 individuali (2012,2015,2016, 2017 e 2021) e 1 come membro del cast di The Help (2012).

### Attori che hanno ricevuto più candidature
- Per le attrici, Edie Falco – 22 candidature con 5 premi vinti, dei quali 3 individuali in I Soprano (1999, 2002 e 2007) e 2 in quanto membro del cast del medesimo show (1999 e 2007).
- Per gli attori, Alec Baldwin – 20 candidature con 8 premi vinti, di cui 7 consecutivi come miglior performance maschile in 30 Rock (dal 2007 al 2013) ed 1 in quanto membro del cast del medesimo show (2008).

### Film più premiati
- Everything Everywhere All at Once del 2022 diretto da Daniel Kwan e Daniel Scheinert – 4 premi su 5 candidature
- American Beauty del 1999 diretto da Sam Mendes – 3 premi su 4 candidature
- Chicago del 2002 diretto da Rob Marshall – 3 premi su 5 candidature
- The Help del 2011 diretto da Tate Taylor – 3 premi su 4 candidature
- Oppenheimer del 2023 diretto da Christopher Nolan – 3 premi su 4 candidature
- Tre manifesti a Ebbing, Missouri del 2017 diretto da Martin McDonagh – 3 premi su 4 candidature

### Film che hanno ricevuto più candidature
- Everything Everywhere All at Once del 2022 diretto da Daniel Kwan, Daniel Scheinert – 5 candidature di cui 4 vinti
- Chicago del 2002 diretto da Rob Marshall – 5 candidature di cui 3 vinti
- Gli spiriti dell'isola del 2022 diretto da Martin McDonagh – 5 candidature di cui 0 vinti
- Il dubbio del 2008 diretto da John Patrick Shanley – 5 candidature di cui 1 vinto
- Shakespeare in Love del 1998 diretto da John Madden – 5 candidature di cui 2 vinti
- Wicked del 2024 diretto da Jon M. Chu – 5 candidature

### Serie più premiate
- 30 Rock – 12 premi, di cui 1 per miglior cast in una serie comica, 7 per miglior attore in una serie comica e 4 per migliore attrice in una serie comica.
- Il Trono di Spade – 9 premi
- E.R. – 8 premi, di cui 4 per miglior cast in una serie drammatica, 2 per miglior attore in una serie drammatica e 2 per migliore attrice in una serie drammatica.
- I Soprano – 8 premi
- Will & Grace – 7 premi, di cui 1 per miglior cast in una serie comica, 3 per miglior attore in una serie comica e 3 per migliore attrice in una serie comica.
- The Crown – 7 premi